# Kankossa
Kankossa är ett departement i Mauretanien.   Det ligger i regionen Assaba, i den södra delen av landet, 600 km öster om huvudstaden Nouakchott.